# Гевара, Фредди
Фредди Гевара Кортес (исп. Freddy Guevara Cortez; род. 3 апреля 1986, Пуэрто-ла-Крус) — венесуэльский политический деятель, действующий депутат Национальной ассамблеи — парламента Венесуэлы. Член партии Народная воля (VP). В ноябре 2017 года попросил политического убежища в посольстве Чили после снятия с него депутатской неприкосновенности Верховным судом Венесуэлы. Фредди Гевару обвиняют в подстрекательстве к преступлению во время протестов в Венесуэле. Несколько стран осудили снятие с него депутатской неприкосновенности.